# Ricky Whittle
Richard "Ricky" Whittle é um ator inglês, nascido em 31 de dezembro de 1981. Ricky primeiro ganhou destaque como modelo para a Reebok no início dos anos 2000. Ele é mais conhecido no Reino Unido por seu papel como Calvin Valentine na novela britânica Hollyoaks. Em 2009, ele ficou em segundo lugar no reality show da BBC Strictly Come Dancing. De 2014 a 2016, Ricky apareceu no drama pós-apocalíptico da The CW, The 100 como Lincoln.

## Biografia
Ricky é um ator que se tornou famoso em sua terra natal por meio de papéis nas séries de televisão "Dream Team" e "Hollyoaks". Em todo o mundo, incluindo a Rússia, o ator foi reconhecido após a estréia da série de fantasia sensacional "American Gods".

## Vida Pessoal
Seus pais são Harry Whittle, um ex-soldado da Força Aérea Real de origem jamaicana, e Maggie Goodwin, uma britânica. Ricky viajou muito com sua família ao redor do mundo e se acostumou a ficar longe de casa, ele até disse que em casa ele se sentia desconfortável às vezes. O ator disse que sua família era uma das poucas famílias negras da região, e ele era a única criança negra na escola. Então, quando criança, ele experimentava sussurros nas costas e até intimidação.
Em sua juventude, Ricky estava seriamente envolvido em esportes. Ele até representou a Inglaterra e o Reino Unido em competições de atletismo juvenil, rugby e atletismo. Whittle teve a chance de chegar aos clubes de futebol Arsenal e Celtic, mas por causa da lesão recebida, ele teve que desistir desse projeto. Em vez disso, Whittle ingressou na Faculdade de Criminologia da Universidade Southampton Solent, na Inglaterra, e continuou jogando futebol e rugby em equipes universitárias. No entanto, Ricky nunca se formou na universidade porque se dedicou a atuar e modelar. Ele passou seu tempo livre no campo de futebol, tomando a posição de volta no time de futebol americano "Manchester Titans".

## Carreira
Em 2006, depois de um papel episódico ambíguo na série "Holby City", Whittle foi convidado para tocar na popular novela britânica "Hollyoaks". O papel do misterioso Calvin Valentine foi um marco importante na carreira do jovem ator, mas em 2009, Whittle anunciou que estava deixando o projeto. Os produtores decidiram "matar" o personagem de Ricky. Em maio de 2010, o ator completou seu trabalho em "Hollyoaks". Em 2012, Ricky apareceu em oito episódios da série de sucesso "Single Ladies", e um ano depois, o ator conseguiu o primeiro, embora muito pequeno, papel no projeto de cinema americano. Foi a série sobre as aventuras da equipe de agentes especiais profissionais "NCIS". Em 2014 até 2016, o ator participou das filmagens da série de ficção científica "The 100". O papel de Lincoln, salvador e amante de Octavia, trouxe a popularidade do ator em todo o mundo. 

## Filmografia

### Filmes
| Ano  | Titulo             | Papel         |
| ---- | ------------------ | ------------- |
| 2011 | Losing Sam         | Samuel        |
| 2013 | Austenland         | Capitão leste |
| 2018 | Nappily Ever After | Clint         |

### Televisão
| Ano       | Titulo                | Papel            | Notas                                      |
| --------- | --------------------- | ---------------- | ------------------------------------------ |
| 2002      | Dream Team            | Ryan Naysmith    |                                            |
| 2004      | Holby City            | David Richards   | Episódio: "You Can Choose Your Friends..." |
| 2006–2011 | Hollyoaks             | Calvin Valentine | 238 episódios                              |
| 2009      | Strictly Come Dancing | Ele mesmo        |                                            |
| 2011      | Candy Cabs            | Eddie Shannon    | Episódio: "Episode Two"                    |
| 2012      | Single Ladies         | Charles          | 8 episódios                                |
| 2013      | NCIS                  | Lincoln          | Episódio: "Detour"                         |
| 2014–2016 | The 100               | Lincoln          | Elenco principal                           |
| 2014–2016 | Mistresses            | Daniel Zamora    | 10 episódios                               |
| 2017-2021 | American Gods         | Shadow Moon      | Papel principal                            |

## Prêmios e indicações
| Ano  | Prêmio              | Categoria                    | Trabalho Nomeado | Resultado | Ref.  |
| ---- | ------------------- | ---------------------------- | ---------------- | --------- | ----- |
| 2007 | British Soap Awards | Macho mais sexy              | Hollyoaks        | Indicado  |       |
| 2008 | British Soap Awards | Macho mais sexy              | Hollyoaks        | Indicado  |       |
| 2009 | British Soap Awards | Macho mais sexy              | Hollyoaks        | Indicado  |       |
| 2010 | British Soap Awards | Macho mais sexy              | Hollyoaks        | Indicado  |       |
| 2010 | TRIC Awards         | Personalidade de sabão de TV | Hollyoaks        | Venceu    |       |
| 2018 | Saturn Awards       | Melhor ator na televisão     | American Gods    | Indicado  | [ 1 ] |